# Wijnhuistoren

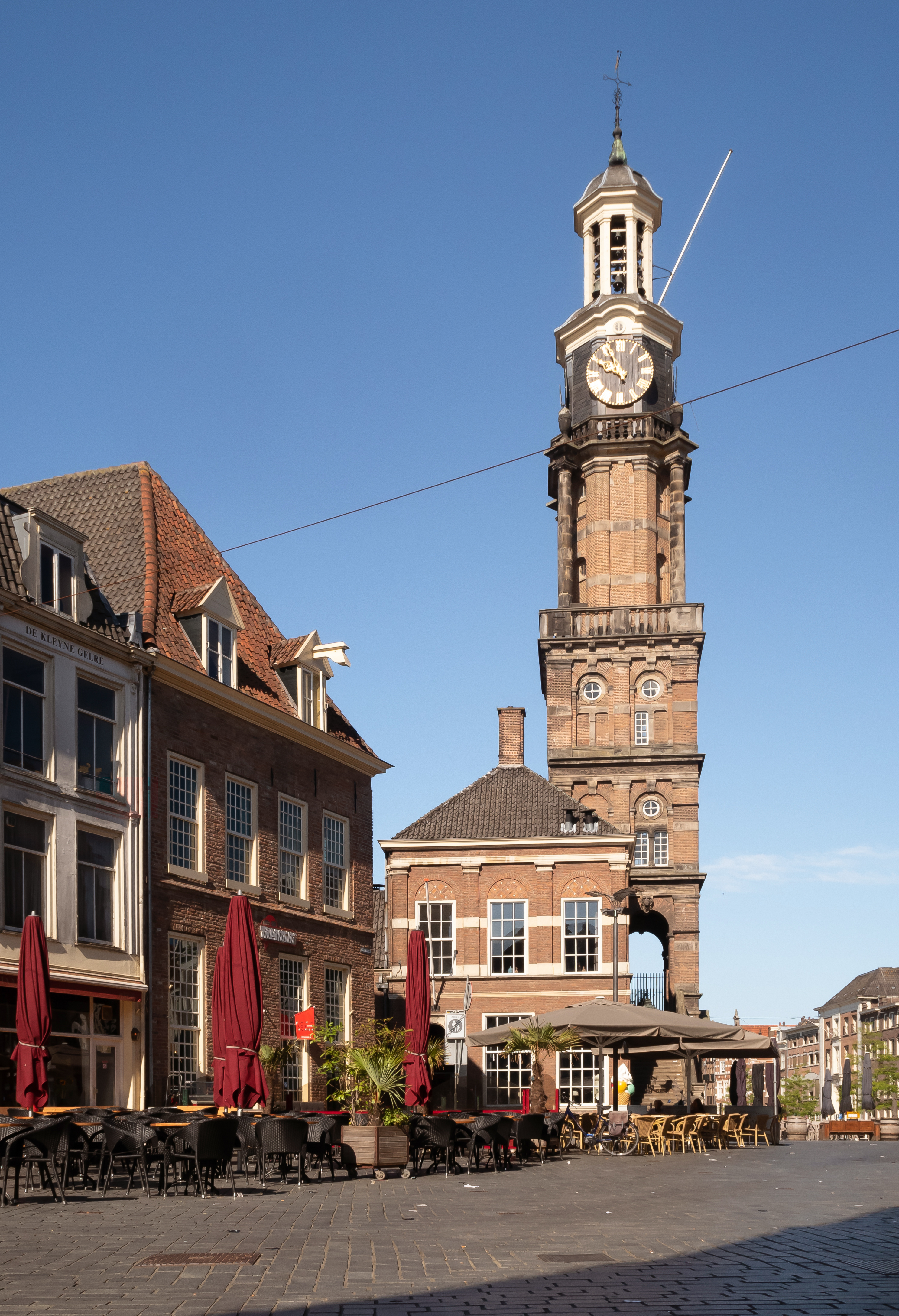
De Wijnhuistoren.

De Wijnhuistoren in Zutphen is een voorbeeld van een belfort met klokkenspel. De toren werd tussen 1616 en 1642 gebouwd en is een deel van de herberg "to Vreden", waarvan al voor 1326 sprake is. De oudste bouwfase is nog in de kelder aanwezig en dateert van rond 1300. De functie van Vreden of Het Wijnhuis was naast die van herberg, ook stadswaag, onderkomen van de stadswacht en plaats van openbare aankondigingen van het stadsbestuur.

## Geschiedenis
Het gebouw gaat terug op een grafelijk versterkt huis bij de ingang van de ringwalburg uit de 9e tot 12e eeuw. In de 14e eeuw stond er een stenen gebouw dat als herberg dienstdeed: die Taverne Tho Vreden. De naam kan verwijzen naar de oorspronkelijke militaire functie: een bergvrede, een soort motteburcht. In 1420 kocht de stad het gebouw aan. De stad besliste tot verbouwingen en bouwde extra ramen, "gemakken" (middeleeuwse wc's) en een stenen toegangstrap. Op het leien dak kwam een hoge dakruiter die het stadssilhouet mede bepaalde en in 1446 werd daar een uurwerk aan toegevoegd. Er werd steeds vaker gesproken van Het Wijnhuis en het stadsbestuur kwam er vaak bijeen en ontving er belangrijke gasten. Aan het einde van de Spaanse bezettingsjaren was het Wijnhuis en het torentje in verval geraakt.
In 1616 contracteerde de stad de Westfaalse steenhouwer Emond Helleraet voor de bouw van een nieuwe toren. Die kwam voor het Wijnhuis aan de marktzijde te staan. De vierkante onderbouw met rijke zandstenen decoraties was enkele jaren later voltooid. Na een bouwstop voltooide Helleraet, die inmiddels stadsbouwmeester was, de toren begin jaren veertig. De achtkantige bovenbouw met zuilen is geïnspireerd op het werk van Hendrick de Keyser, zoals de Zuiderkerkstoren en Westertoren in Amsterdam. In 1644 werd in de toren een carillon gehangen van de gebroeders Pieter en François Hemony. Het werd hun eerste tonaal gestemde carillon en het begin van een zegetocht van hun werk. Het uurwerk werd gemaakt door Jurriaan van Spraeckel.
De toren onderging nadien geen wijzigingen. Het uurwerk speelde een belangrijke rol als tijdsbepaling van de Zutphense zonnetijd. Tegenover de toren hing een zonnewijzer aan de gevel van Houtmarkt 51. De komst van de spoorwegen en een nationale tijd in 1864 maakte de zonnewijzer overbodig en het uurwerk van de Wijnhuistoren gaf vanaf dat moment de nationale tijd aan. In dat jaar werd ook het middeleeuwse Wijnhuis herbouwd.
In 1920 ging de houten bovenbouw en het carillon grotendeels verloren bij een brand in de toren. Na de restauratie in 1924 werd een nieuw carillon in de toren gehangen. Deze ging verloren door roof door de Duitse bezetter in 1943. Tijdens de bevrijding ging het Wijnhuis, waar vanaf 1903 het museum was gehuisvest, in vlammen op. De toren bleef gespaard.
Herbouw van het Wijnhuis volgde in 1955. Het 17e-eeuwse zandstenen bordes in de Lange Hofstraat keerde niet terug. De VVV/ANWB-vestiging Zutphen was er enige tijd gevestigd, later een Italiaans restaurant. Vanaf de zomer van 2016 is de toren te beklimmen.